# Toowoomba
Toowoomba ist eine Stadt in Australien im Bundesstaat Queensland und wird auch Garden City genannt. Sie liegt 107 km westlich von Brisbane und hat etwa 110.000 Einwohner. Nach Canberra ist Toowoomba die zweitgrößte australische Stadt, die im Binnenland gelegen ist. Sie ist der Sitz des lokalen Verwaltungsgebiets (LGA) Toowoomba Regional Council.

## Stadtleben
Bekannt ist Toowoomba vor allem durch die University of Southern Queensland (USQ). Diese wurde 1967 gegründet und trägt eine Auszeichnung der International Council for Open and Distance Education.
Mehr als 70 % der Einwohner stammen aus Europa. Die Bewohner der Stadt leben fast alle in Einfamilienhäusern. Den Einwohnern stehen sehr viele öffentliche Parks, wie der Queens Park, der Laurel Bank Park sowie der Picnic Point Park zur Verfügung. Vom Picnic Point aus hat man eine herrliche Aussicht in Richtung Gatton. Rund um die Stadt liegen einige Weinberge, Naturreservate und Nationalparks. Toowoomba eignet sich daher als Ausgangspunkt für Touren sowohl an die Küste, wie auch in das Hügelland nördlich der Stadt oder ins Flachland, das etwa 20 km westlich beginnt.
In der Stadt gibt es viele Krankenhäuser, die wichtigsten sind das St. Vincent’s Hospital, das St. Andrew’s Hospital sowie das Toowoomba Base Hospital. 
Der Sitz des römisch-katholischen Bistums Toowoomba und der Standort seiner Hauptkirche St. Patrick’s Cathedral befinden sich ebenfalls in Toowoomba.
Außerdem ist Toowoomba das kulturelle Zentrum der Farmregion Darling Downs. Es gibt mehrere Kinos, ein Theater und viele Kneipen, wobei sich das öffentliche Leben auf den Tag beschränkt. Ab ca. 18 Uhr schließen fast alle Geschäfte, sowie die Banken und die Einkaufszentren. Selbst „Clifford Gardens“, das größte Einkaufszentrum, schließt um 18 Uhr.

## Geographie
Toowoomba liegt am Rande der Great Dividing Range auf einer Höhe von etwa 700 Metern über dem Meeresspiegel. Der Ort wird von zwei Flusstälern, die aus südlicher Richtung kommen, zerschnitten. Es sind dies der East Creek und West Creek, die nördlich des Stadtzentrums zusammenfließen und den Gowrie Creek bilden. Die Stadt liegt somit zum größten Teil im Einzugsgebiet des Murray-Darling-Beckens, das sich über den Murray River bei dem über 3000 km entfernten Adelaide in den Indischen Ozean ergießt.                                                                                                                                            Von den Überschwemmungen in Queensland 2011 war Toowoomba stark betroffen, weil eine plötzliche meterhohe Flutwelle aus den Bergen der Great Dividing Range in Toowoomba am 10. Januar eine Autobahn unterspülte, Autos und Häuser und Personen in der Stadt mit sich riss. Am 11. Januar wurde festgestellt, dass 59 Personen vermisst und neun Todesopfer zu beklagen waren.

### Klima
|                       | Jan   | Feb   | Mär  | Apr  | Mai  | Jun  | Jul  | Aug  | Sep  | Okt  | Nov  | Dez   |   |       |
| Mittl. Tagesmax. (°C) | 27,6  | 26,6  | 25,5 | 22,9 | 19,6 | 16,9 | 16,3 | 17,9 | 20,9 | 23,7 | 26,0 | 27,5  | ⌀ | 22,6  |
| Mittl. Tagesmin. (°C) | 16,6  | 16,6  | 15,4 | 12,3 | 9,1  | 6,3  | 5,3  | 6,0  | 8,5  | 11,5 | 13,8 | 15,7  | ⌀ | 11,4  |
|                       |       |       |      |      |      |      |      |      |      |      |      |       |   |       |
| Niederschlag (mm)     | 134,1 | 123,2 | 94,3 | 62,9 | 59,8 | 57,1 | 53,4 | 39,8 | 47,4 | 72,8 | 89,7 | 120,3 | Σ | 954,8 |
|                       |       |       |      |      |      |      |      |      |      |      |      |       |   |       |
| Regentage (d)         | 11,8  | 11,3  | 11,0 | 7,9  | 8,3  | 7,4  | 7,1  | 6,1  | 6,7  | 8,3  | 9,6  | 10,7  | Σ | 106,2 |

| 16,6 |

| 16,6 |

| 15,4 |

| 12,3 |

| 9,1 |

| 6,3 |

| 5,3 |

| 6,0 |

| 8,5 |

| 11,5 |

| 13,8 |

| 15,7 |

| 16,6 |

| 16,6 |

| 15,4 |

| 12,3 |

| 9,1 |

| 6,3 |

| 5,3 |

| 6,0 |

| 8,5 |

| 11,5 |

| 13,8 |

| 15,7 |

## Verkehr
Die wichtigsten Straßen sind die Margaret Street, die Ruthven und die Russel Street. Die Ruthven Street ist gleichzeitig die innerstädtische Fortführung des New England Highway, der aus New South Wales kommend über Warwick, Toowoomba, Crows Nest nach Bundaberg führt.
Toowoomba besitzt einen kleinen Flughafen und liegt am Warrego Highway, einer wichtigen Hauptstraße nach Brisbane. Außerdem ist die Stadt mit der Eisenbahn an der Strecke Brisbane über Charleville nach Cunnamulla bzw. Quilpie zu erreichen. In Toowoomba zweigt eine Strecke über Armidale Richtung Dubbo bzw. Sydney ab.

## Persönlichkeiten
- Sir Littleton Ernest Groom (1867–1936), Politiker
- Steele Rudd (1868–1935), Schriftsteller
- David Rowbotham (1924–2010), Dichter
- Jack Wright (1927–1998), Gewerkschaftsfunktionär und Politiker
- Harold Hopkins (1944–2011), Film- und Fernsehschauspieler
- Penelope Wensley (* 1946), Gouverneurin von Queensland
- Peter Cameron (* 1947), Mathematiker
- Cheryl Praeger (* 1948), Mathematikerin
- Michael Fabian McCarthy (* 1950), römisch-katholischer Bischof von Rockhampton
- Ross Case (* 1951), Tennisspieler
- Geoffrey Rush (* 1951), Schauspieler
- Paul Kronk (* 1954), Tennisspieler
- Rhonda Thorne (* 1958), Squashspielerin
- Glynis Nunn (* 1960), Leichtathletin
- Joshua Eagle (* 1973), Tennisspieler
- Michael Brennan (* 1975), Hockeyspieler
- Rachael Grinham (* 1977), Squashspielerin
- Natalie Grinham (* 1978), Squashspielerin
- Michael Katsidis (* 1980), Profiboxer
- Christopher Burton (* 1981), Vielseitigkeitsreiter
- Will Power (* 1981), Rennfahrer
- Angie Skirving (* 1981), Hockeyspielerin
- David Kemp (* 1984), Straßenradrennfahrer
- Sally Kehoe (* 1986), Ruderin
- Tim Cuddihy (* 1987), Bogenschütze
- Matt King (* 1988), Radrennfahrer
- Damien Hooper (* 1992), Boxer
- Lara Nielsen (* 1992), Hammerwerferin
- Matthew Denny (* 1996), Diskus- und Hammerwerfer
- Georgia Johnson (* 1998), Beachvolleyballspielerin
- Brielle Erbacher (* 1999), Hindernisläuferin